# Distributif (cas)
Pour les articles homonymes, voir distributif.
 (mars 2023).
Si vous disposez d'ouvrages ou d'articles de référence ou si vous connaissez des sites web de qualité traitant du thème abordé ici, merci de compléter l'article en donnant les références utiles à sa vérifiabilité et en les liant à la section « Notes et références ».
En linguistique, le distributif, au sens morphologique, est un cas grammatical présent dans certaines langues, indiquant une distribution égale, c'est-à-dire la division d'un ensemble en sous-ensembles comportant chacun le même nombre d'éléments (autrement dit, de même cardinal).
En finnois, il se forme par le suffixe -ttain / -ttäin. Les grammaires l'omettent souvent, bien qu'il soit beaucoup plus productif (toutes proportions gardées) que le comitatif, l'abessif et l'instrumental qui tombent en désuétude. Exemples :
- viisi lääkäriä kunnittain « cinq médecins par commune »
- sivuittain « page par page »